# اسماعیل صمدی
اسماعیل صمدی (زادهٔ ۹ فروردین ۱۳۶۸ در ساری) بازیکن فوتبال اهل ایران است.
وی فصل ۹۲-۱۳۹۱ را در ملوان انزلی توپ زد و در خرداد ۱۳۹۲ به باشگاه فوتبال «خونه‌به‌خونهٔ بابل» پیوست. او پیش از پیوستن به ملوان انزلی توانسته بود به همراه تیم صنعت ساری با ۱۷ گل، آقای گل لیگ دسته ۲ شود.

## بن‌مایه
1. ↑  «اسماعیل صمدی». خانهٔ ورزش. بایگانی‌شده از اصلی در ۱۳ دسامبر ۲۰۱۴. دریافت‌شده در ۱۱ دسامبر ۲۰۱۴.
2. ↑  «بازیکن تیم صنعت ساری به ملوان بندر انزلی پیوست». شمال ورزشی. بایگانی‌شده از اصلی در ۱۵ دسامبر ۲۰۱۴. دریافت‌شده در ۱۱ دسامبر ۲۰۱۴.
3. ↑  «گلزنی اسماعیل صمدی در اولین حضورش در ملوان بندر انزلی/صمدی با دو گل استارت زد». مازند اسپرت. بایگانی‌شده از اصلی در ۱۵ دسامبر ۲۰۱۴. دریافت‌شده در ۱۱ دسامبر ۲۰۱۴.